# Antonino La Gumina
Antonino La Gumina, né le 6 mars 1996 à Palerme en Italie, est un footballeur italien qui évolue au poste d'avant-centre au Cesena FC en prêt de la Sampdoria Gênes.

## Biographie

### Carrière en club

#### Débuts professionnels
Formé à l'US Palerme, club de sa ville natale, La Gumina fait ses débuts en professionnel lors d'un match de Serie A face au Milan AC, le 4 avril 2015. Il entre en jeu à la place de Mato Jajalo, et son équipe s'incline sur le score de 1-2.
Il est prêté par Palerme à Ternana Calcio, en Serie B, pour la saison 2016-2017, où il joue 17 matchs et marque deux buts.
La saison suivante, il l'a dispute également en Serie B, mais cette fois-ci avec son club formateur, qui a été relégué lors de l'exercice précédent. Cela lui permet de faire une saison pleine, au cours de laquelle il inscrit 12 buts en 35 matchs, toutes compétitions confondues.

#### Empoli
Le 6 juillet 2018, il rejoint l'Empoli FC pour un contrat courant jusqu'en juin 2023. Le 19 août 2018, il retrouve alors la Serie A, en étant titularisé dès le premier match contre le Cagliari Calcio (victoire 2-0 d'Empoli).

#### Sampdoria de Gênes
Le 13 mars, son club de la Sampdoria de Gênes où il évolue en prêt annonce qu'il a été testé positif comme porteur du Covid-19.

### Prêts
Le 18 août 2021, Antonino La Gumina est prêté pour une saison au Côme 1907.
Lors de l'été 2022 il prolonge son contrat avec la Sampdoria jusqu'en juin 2027 avant d'être prêté le 26 juillet 2022 au Benevento Calcio pour une saison. La Gumina inscrit son premier but pour Benevento le 3 septembre 2022, lors d'une rencontre de championnat face au Venise FC. Titularisé ce jour-là, il ouvre le score et contribue à la victoire des siens (0-2 score final).
Le 1er février 2024, La Gumina est de nouveau prêté, cette fois-ci en Espagne, du côté du CD Mirandés. Il est prêté jusqu'à la fin de la saison sans option d'achat.

### En sélection nationale
Avec les moins de 20 ans, il inscrit deux buts, contre le Danemark et la Suisse. Il délivre également une passe décisive face à la Pologne.
Antonino La Gumina reçoit sa première sélection avec l'équipe d'Italie espoirs contre l'Angleterre, le 15 novembre 2018 (défaite des Italiens, 1-2).